# Calceolaria myriophylla
Calceolaria myriophylla, llamada comúnmente zapatilla o ayaq zapatilla, es una especie de planta perenne del género Calceolaria.
Se han verificado sus propiedades antihipertensivas en ensayos in vivo.

## Taxonomía
Calceolaria myriophylla fue descrita por el botánico alemán Friedrich Wilhelm Ludwig Kraenzlin y la descripción publicada en Das Pflanzenreich IV. 257C(Heft 28): 88 en 1907.